# Левашка (приток Сухоны)
Левашка, Леваш — река в России, протекает по Вологодской области в Тотемском районе. Устье реки находится в 210 км от устья Сухоны по правому берегу. Длина реки составляет 14 км.
Исток Левашки находится около деревни Леваш (Муниципальное образование «Медведевское»), примерно в 53 км к северо-востоку от Тотьмы. Левашка течёт на север по лесным, частично заболоченным массивам в ненаселённой местности. Крупные притоки и населённые пункты отсутствуют. Левашка впадает в Сухону близ границы с Нюксенским районом около деревни Зимняк, примерно пятью километрами выше посёлка Игмас.

## Данные водного реестра
По данным государственного водного реестра России относится к Двинско-Печорскому бассейновому округу, водохозяйственный участок реки — Северная Двина от начала реки до впадения реки Вычегда, без рек Юг и Сухона (от истока до Кубенского гидроузла), речной подбассейн реки — Сухона. Речной бассейн реки — Северная Двина.
Код объекта в государственном водном реестре — 03020100312103000008893.